# Prolongación de la vida

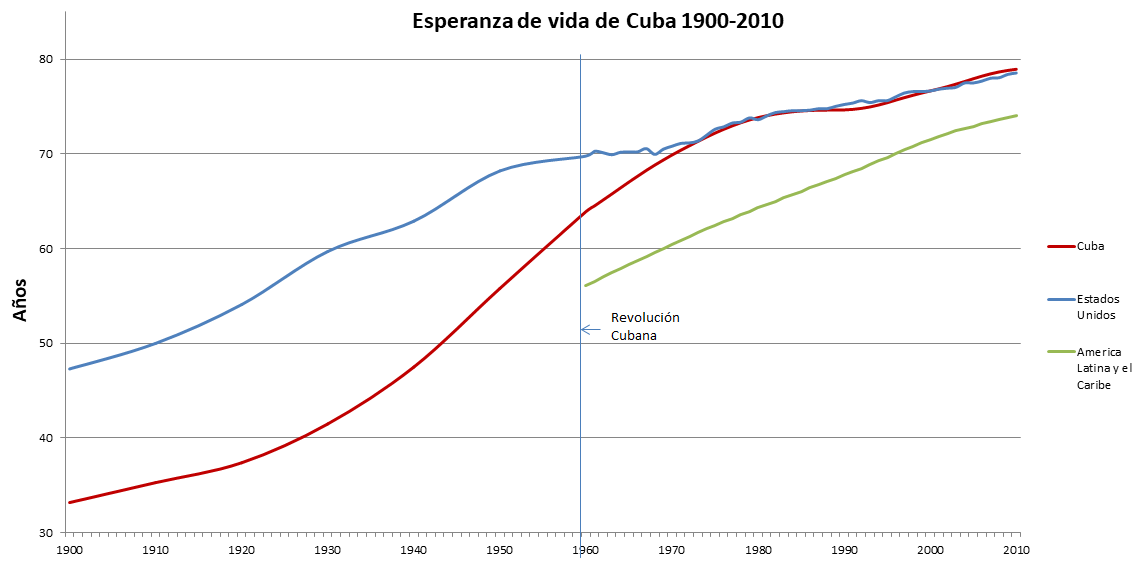
Esperanza de vida de Cuba (1900-2010)

La prolongación de la vida alude a la ampliación de la esperanza de vida humana mediante la desaceleración o el detenimiento del proceso de envejecimiento. La esperanza de vida media está limitada por la vulnerabilidad frente a los accidentes y a enfermedades degenerativas propias de la edad como el cáncer o dolencias cardiovasculares. La prolongación de la vida se busca mediante estilos de vida saludables, dietas adecuadas, actividad física, y la evitación de sustancias peligrosas como el tabaco o el exceso de azúcar. El límite de edad alcanzable por una especie está condicionado por sus genes y por ciertos factores ambientales. Actualmente el único método parcialmente reconocido para extender dicho límite son las dietas de restricción calórica. En teoría otros métodos por desarrollar serían la restitución periódica de tejidos, la reparación molecular, o el rejuvenecimiento de las células y tejidos. 
Muchos bio-gerontólogos esperan que los avances en las áreas del rejuvenecimiento de tejidos mediante las células madre, el trasplante de órganos artificiales o xenotrasplantes y la reparación molecular terminen por permitir un rejuvenecimiento total del organismo. Aunque no hay consenso sobre si tales avances se darán en el espacio de unas pocas décadas. Las consecuencias sociales, económicas y políticas de una generalizada ampliación de la esperanza de vida son igualmente controvertidas, originando fuertes debates en el seno de la bioética.

## Estrategias

### Genética, ambiente y estilo de vida saludable
Alrededor del mundo, existen ciertas regiones geográficas conocidas como zonas azules en las que las personas poseen una longevidad promedio mayor a la población del resto del mundo. Según varios estudios, los grupos de población que habitan en estas zonas tienen una genética particular y un estilo de vida específico que les hacen alcanzar edades muy avanzadas. 
Para alcanzar una edad mayor cuando no se pertenece a una de las poblaciones que habitan en alguna de las zonas anteriormente mencionadas, los expertos han recomendado varias estrategias que en teoría desaceleran el proceso de envejecimiento y que se basan en llevar un estilo de vida saludable, entre las que se encuentran las siguientes:
- Llevar una dieta sana, variada y equilibrada y controlar el peso
- Dormir bien y practicar la higiene del sueño
- Hacer ejercicio físico con regularidad y evitar el sedentarismo
- Evitar a toda costa vicios como el alcoholismo, el tabaquismo y la drogadicción
- Reducir el estrés y las preocupaciones practicando alguna técnica de relajación
- Establecer relaciones sociales estrechas y fuertes
- No exponerse a la radiación solar ni a tóxicos
- Vivir en un entorno saludable  libre de contaminantes
- Tener una buena higiene personal
- Vacunarse y realizarse chequeos médicos periódicos
- No exponerse a peligros innecesarios siempre que puedan evitarse

### Fármacos y dietas alternativas
Senolíticos
Los senolíticos son fármacos que inducen selectivamente la muerte de células senescentes. 
Las células senescentes son aquellas que han dejado de dividirse. Se acumulan en cuerpos envejecidos y aceleran el proceso de envejecimiento. Experimentos en ratones han demostrado que la eliminación de las células senescentes retrasa la edad de aparición de enfermedades. Las células senescentes son similares a las células cancerígenas en cuanto tienen incrementada la expresión de las llamadas redes de genes pro-supervivencia, que las ayudan a resistir la apoptosis (muerte celular programada).
Geroprotectores
Dieta de restricción calórica
La Restricción calórica (RC) es la práctica de limitar la ingesta energética procedente de la dieta con la esperanza de que mejorará la salud y retrasará el envejecimiento. 
En sujetos humanos, la RC ha demostrado reducir el colesterol, la glucosa en ayuno y la presión sanguínea. Algunos consideran que esto es un biomarcador del envejecimiento, puesto que existe una correlación entre estos marcadores y el riesgo de enfermedades asociadas al envejecimiento. Excepto para las moscas domésticas, las especies animales examinadas hasta ahora al exponerlas a RC, incluidos los primates, las ratas, ratones, arañas, Drosophila, Caenorhabditis elegans y rotíferos, han mostrado un aumento de la longevidad. 
La RC es la única medida dietética capaz de aumentar la longevidad máxima, como opuesto de la longevidad media. En la RC, la ingesta energética se minimiza, aunque se efectúa con las suficientes cantidades de vitaminas, minerales y otros nutrientes importantes que deben ser consumidos. 

## Investigación científica
En 1991, la Academia Estadounidense de Medicina Antienvejecimiento (A4M) se formó como una organización sin fines de lucro para crear lo que consideraba una especialidad médica antienvejecimiento distinta de la geriatría, y para realizar ferias comerciales para médicos interesados en la medicina antienvejecimiento. La A4M capacita médicos y promueve públicamente el campo de la investigación antienvejecimiento. Tiene alrededor de 26,000 miembros, de los cuales cerca del 97% son médicos y científicos. Sin embargo, la Junta Estadounidense de Especialidades Médicas no reconoce la medicina antienvejecimiento ni la reputación profesional de la A4M.
En 2003, el biogerontólogo Aubrey de Grey y David Gobel formaron la Fundación Matusalén, que otorga subvenciones financieras para proyectos de investigación antienvejecimiento. En 2009, de Grey y varios otros fundaron la SENS Research Foundation, una organización de investigación científica con sede en California que lleva a cabo investigaciones sobre el envejecimiento y financia otros proyectos de investigación antienvejecimiento en varias universidades.
En 2013, Google anunció Calico Life Sciences, una nueva compañía con sede en San Francisco que aprovechará las nuevas tecnologías para aumentar la comprensión científica de la biología del envejecimiento y así poder combatirlo. Está dirigido por Arthur D. Levinson, y su equipo de investigación incluye científicos como Hal V. Barron, David Botstein y Cynthia Kenyon. 
En 2014, el biólogo Craig Venter fundó Human Longevity, una compañía dedicada a la investigación científica para acabar con el envejecimiento a través de la genómica y la terapia celular. Recibieron fondos con el objetivo de compilar una base de datos exhaustiva de genotipos humanos, microbiomas y fenotipos.
En 2020, el biólogo Richard Klausner fundó la compañía Altos Labs cuya sede principal se encuentra en California con el objetivo de investigar terapias celulares que puedan detener o revertir el envejecimiento. Esta empresa biotecnológica cuenta con la colaboración de científicos de renombre como el Premio Nobel de Medicina Shinya Yamanaka y con el financiamiento de magnates como Jeff Bezos.
Además de iniciativas privadas, la investigación sobre el envejecimiento se lleva a cabo en laboratorios universitarios e incluye universidades como Harvard y UCLA. Investigadores de la Universidad han hecho una serie de avances para extender la vida de ratones e insectos invirtiendo ciertos aspectos del envejecimiento.